# Nom vulgaire

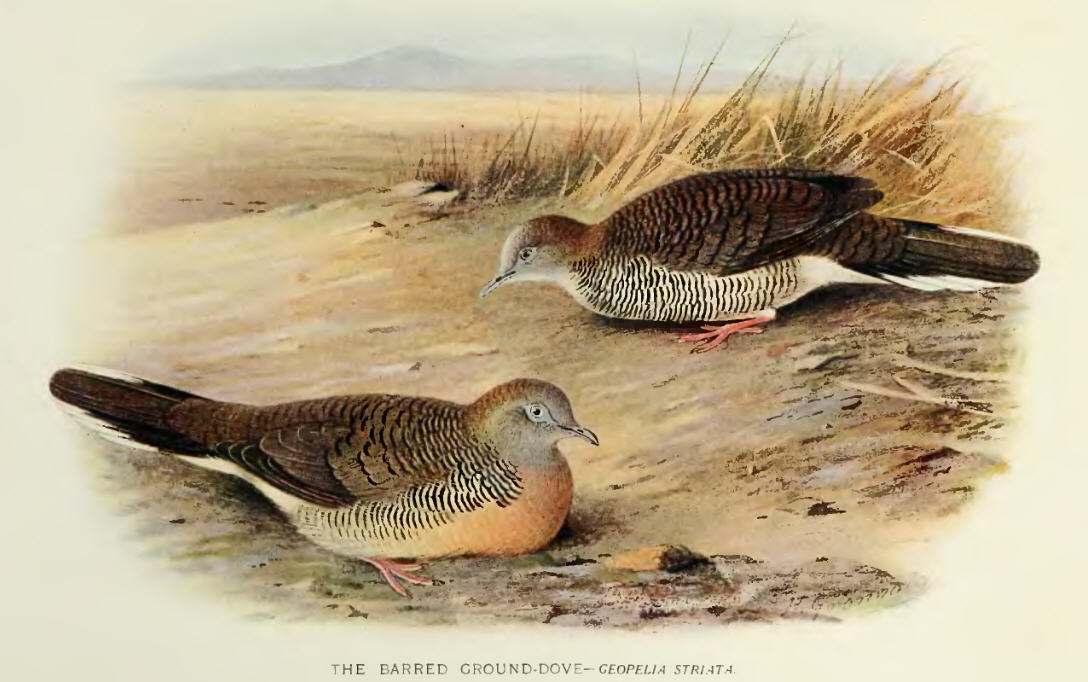
Dans cette illustration d'un ouvrage ornithologique anglais de 1913, l'espèce Geopelia striata a pour nom vulgaire The barred ground-dove, alors qu'elle est appelée de nos jours Zebra Dove et en français Géopélie zébrée.

Un nom vulgaire est, en sciences naturelles, un nom technique permettant la « traduction » du nom scientifique dans les textes en langue véhiculaire, ceci notamment dans le but de contribuer à la vulgarisation scientifique. Ce nom vulgaire peut être calqué sur un nom binominal (binôme de forme latine) ou bien s'inspirer d'un nom vernaculaire faisant partie du langage populaire local. C'est le fait d'être utilisé dans les ouvrages scientifiques qui distingue ce nom vulgaire des éventuels autres noms d'usage courant. En fonction des époques ou des auteurs, une même espèce peut avoir reçu des noms vulgaires différents. Pour qu'il soit unique dans une langue donnée, un nom vulgaire doit être validé par une instance harmonisant la nomenclature au niveau international. Il est alors considéré comme un nom normalisé. En l'absence d'un consensus mondial, il ne pourra s'agir que d'un nom recommandé, accepté ou typique, à utiliser conjointement avec le nom binominal,,.

## Terminologie
Vulgaire vient du latin vulgaris (qui concerne la foule).
Un nom vulgaire est soit formé à partir de la traduction des termes latins composant le nom binominal (ou autre rang taxinomique), soit à partir d'un nom vernaculaire largement répandu.
Pour les francophones, « nom français » peut aussi faire référence au nom vulgaire, bien que cette dénomination soit plus générale et puisse désigner également le nom vernaculaire.
Le nom vulgaire devient un nom normalisé quand il est validé par une instance de normalisation. Le nom normalisé est unique pour une espèce alors qu'il peut y avoir différents noms vulgaires utilisés dans la littérature scientifique.
Certains noms vulgaires, sans être normalisés par une instance mondiale, sont considérés comme étant des noms « acceptés », « recommandés » ou « typiques », pour les distinguer des termes moins usités ou anciens. Par exemple, parmi tous les noms connus pour désigner en français Ambrosia artemisiifolia, seuls « Ambroisie à feuilles d'armoise » et « Ambroisie élevée » sont recommandés ou considérés comme typiques pour cette espèce.
Le sens de « vulgaire » ayant progressivement dérivé en français, de « commun à tous » en 1512, à « ce qui est ordinaire, commun » en 1810,, l'expression « nom vernaculaire » est souvent utilisée de nos jours comme synonyme de « nom vulgaire », bien que l'adjectif vernaculaire ait un sens bien différent.

## Exemple d'une espèce
- nom scientifique :
  - Passer domesticus – le nom binominal de l'espèce qui est un nom technique en latin
- noms français :
  - Moineau domestique – le nom normalisé par la CINFO (Commission internationale des noms français des oiseaux)
  - Moineau franc – un nom vulgaire (au sens premier de vulgarisation scientifique) non retenu par la CINFO
  - moineau, piaf ou pierrot – des noms vernaculaires (au sens premier de indigène ou folklorique) utilisés diversement dans le langage populaire ou familier

## Typographie
L'usage de la majuscule ou non pour les noms vulgaires est sujet à débat en français. Il convient de considérer l'emploi qui en est fait. Théoriquement, la majuscule permet de distinguer les noms vulgaires ou normalisés (avec majuscule) des noms vernaculaires (sans majuscule) mais les conventions diffèrent suivant le règne concerné, les époques et les usages.
Par exemple : le Chien de prairie à queue noire, le Grand Héron, etc.. Dans ce cas, on met une majuscule au premier mot des noms composés et aux mots suivants seulement si ce sont des noms propres ou des noms d’espèces, mais pas aux qualificatifs. Exemples corrects : Grand Boucage, Cyclamen à fleur immaculée, Cyclamen à feuille de Lierre, Cyclamen de Perse… Dans le langage courant, pour désigner par son nom vernaculaire (nom populaire ou folklorique) un organisme hors d’un contexte scientifique, on n’utilisera pas de majuscule : « le chien de mon voisin court dans la prairie », un chien en particulier, et non tous les individus Chiens (Canis lupus familiaris) ; « ton chat est un joli mammifère » ; « araignée du soir, espoir » ; « j'ai aperçu un grand héron au bord la rivière », un quelconque héron de grande taille, sans qu’il s’agisse obligatoirement d’un oiseau de l’espèce Ardea herodias, le Grand Héron ; etc.

### Oiseaux
Si le mot n’a pas pour but de désigner une espèce biologique en particulier, la majuscule n’est pas souhaitée. Exemple : « J’ai vu cinq grands hérons dont un héron vert », c’est-à-dire cinq hérons de grande taille dont un de couleur verte. En revanche, si l’on désire mentionner une espèce précise il est souhaitable de mettre une majuscule. Exemple : « J’ai vu cinq Grands Hérons et un Héron vert », c’est-à-dire cinq oiseaux de l’espèce Ardea herodias et un de l’espèce Butorides striatus. Notez que dans ce cas on met une majuscule au premier mot des noms composés et aux mots suivants seulement si ce sont des noms propres ou des noms d’espèces mais pas aux qualificatifs. Exemples corrects : Grand Pic, Pic à ventre blanc, Pic des Andaman.

### Champignons
En 1999, les spécialistes ont constaté que peu de champignons bénéficiaient d'un nom vulgaire en français et que les noms vernaculaires sont parfois très variables selon les régions. Un comité pour les noms français des champignons a entrepris de remédier à ces entraves à la communication francophone en établissant nomenclature unifiée en langue française à partir des noms vernaculaires bien établis, par exemple l'Oronge, ou formés sur le modèle binomial linnéen comme Amanite panthère (Amanita pantherina).
On respecte la même règle orthographique : « J'ai récolté une douzaine de Chanterelles en tube, et trois Cèpes de Bordeaux », mais « Il a fait une bonne omelette aux cèpes et aux pommes de terre ».

### Autres espèces
En théorie, le principe est le même que pour les oiseaux. La majuscule est recommandée quand il est fait référence à la classification. Exemple : « le sous-embranchement des Vertébrés comprend 20 000 espèces de Poissons ». Elle est inutile si l'on évoque les individus d'un groupe donné. Exemple : « les poissons des mers et les mammifères de nos forêts ».